# Tematska grupa (Usenet)
Tematska grupa (newsgrupa) na Usenetu je repozitorij koji se obično nalazi unutar Useneta za poruke koje su poslali brojni korisnici s raznih lokacija. Unatoč imenu, ove grupe su raspravne skupine i nisu posvećene objavi novostiju. Tematske grupe su tehnički različite, ali funkcijski slične forumu za rasprave na World Wide Webu. Radi čitanja ovih grupa potreban je softverski Newsreader ("news klijent"). Najkorišteniji su bili: Microsoft Outlook Express, Forte FreeAgent, Microplanet Gravity, Netscape Messenger, News Xpress i dr.
Prije uspona World Wide Weba, usenetske grupe bile su među najpopularnijim internetskim servisima. Zadržale su nekomercijalnost nasuprot međumrežju sve opterećenijem oglasima. Posljednjih je godina ovaj oblik otvorene rasprave izgubio bazu u korist foruma u kojima pojedinac može samostalno sudjelovati na forumima preko prijeglednika i velikomedijskih društvenih mreža poput Facebooka i Twittera.
Prijenos unutar i k mreži služi se protokolom NNTP, internetskim standardom.
Tematske grupe mogu biti binarne ili tekstualne. Nema tehničkih razlika između tih dviju vrsta, ali razlika u imenu omogućila je korisnicima i poslužiteljima ograničenih kapaciteta smanjiti uporabu pojasne širine mreže na najmanju moguću razinu. Binarne ne sadrže samo tekst nego i još neku datoteku, obično sliku u formatu .jpeg ili .gif, ali i datoteke druge vrste (.exe, .zip, .html, .ttf,…). Binarne datoteke su većeg obujma i njihovo slanje otežava učitavanje i rad grupe, pa se stoga slanje binarnih datoteka u nebinarne grupe smatralo nepristojnim.
Nazivi tematskih grupa su oblikovani prema određenim pravilima (dogovorima) koja su nastala u samim početcima ove usluge. Premda nisu uvijek jasna naziva, lako se snaći u njima. U lokalnim grupama vrijedi da su ograničene na jednu vršnu domenu i da se u njima govorim lokalnim jezikom. Zato u imenu sadrže vršnu domenu određene države (hr.), slijedi oznaka glavne svjetske grupe (.alt, .comp, .misc, .soc, .rec, .sci, …), nakon čega slijede lokalne podgrupe (.ponuda, .potražnja, .zagreb, .printeri ...).
Lokalne grupe nemaju svjetsku distribuciju i ne prenose se na svjetske poslužitelje, osim ako svjetski poslužitelj nije dogovorio prijenos podataka s lokalnog poslužitelja.

## Imena
Imena koja su zaštićena na svjetskoj razini su:
- alt (alternative)- najbrojnija grupa. Obuhvaća "razno", "ostalo", što ne spada ni u koju drugu grupu.
- comp (computer)- teme su računala
- misc - razne teme
- soc (society)- grupe koja se bavi društvenim temama poput povijesti, jezika filozofije. Podgrupa je soc.culture.* gdje je tema kultura i društvena pitanjima u svezi s određenom državom i narodom
- rec (recreation)- tema je zabava: filmovi, glazba, automobili, šport, hobiji...
- sci (znanost)- tema su znanost i tehnika
- talk- grupa predviđena za razne razgovore
- news- grupa koja sadrži vijestima u svezi s Usenetom i Internetom
- bionet - biološke grupe
- biz - poslovne grupe
- vmsnet - rasprave o računalima s operativnim sustavom VMS
- general – teme od općeg interesa
- bit - različita područja s Bitnetovih poštanskih lista.